# Rick Peters
Rick Peters (* červen 1966 Detroit, Michigan) je americký herec.

## Biografie
Tento herec pochází z velké rodiny - má dvě sestry a tři bratry. Od malička žil s rodinou v Detroitu, v roce 1968 se přestěhovali do Anglie. Zde bydleli jen do roku 1974, poté se opět přestěhovali zpět do Spojených států, konkrétně do Michiganu. Z Michiganu je čekalo ještě pár stěhování, nejdříve do Austrálie, kde strávili celých 5 let. Po uplynulé době se přesunuli do Kalifornie, kde Rick dostudoval střední školu. Zde můžeme najít Rickovi herecké počátky. Na střední škole se účastnil divadelních her. Postupem času se vypracoval v dobrého herce, jež nám dokazuje v různých filmech a seriálech. Rick je ženatý. Se svou manželkou se seznámil při natáčení, jelikož zastávala práci scenáristky. Spolu mají dvě děti.

## Filmografie
- Sue Thomas F.B.Eye (2002 - 2005)
- The Hoop Life (1999)
- The Hardwood
- Bouncers
- Family Values (1995)
- McKenna (1994)
- Against the Grain (1993)

### Vedlejší role
- Veronica Mars (2006) - jako Dr. Tony Griffitt
- Close to Home (2005)
- Kriminálka Miami (2005)
- Smallville (2002)
- Sue Thoma: Agentka FBI ( eye) - jako špeciální agent Bobby Manning
- Kriminálka Las Vegas (2001)
- Providence (2001)
- Bull (2000)
- The Pretender (2000)
- Vengeance Unlimited (1999)
- Pensacola: Wings of Gold (1997)
- Full House(1994)
- Freshman Dorm (1992)
- Life Goes On (1992)
- Hunter (1991)

### Speciální/Mini role
- The Craving Heart (2006)
- Life/Drawing (2001)
- Night Class (2001)
- American Virgin (2000)
- Gun Shy (2000)
- Happy Face Murders (TV) (1999)
- Small Change (1999)
- Late Last Night (TV) (1999)
- Return to Krondor (voice) (1998)
- This Matter of Marriage (TV) (1998)
- Elvis Meets Nixon (TV) (1997)
- The Disappearance of Kevin Johnson (1997)
- Leprechaun 4: In Space (voice) (1997)
- Ace Ventura (voice) (1996)
- Night of the Demons 2: Angela's Revenge (voice) (1994)